# Florián Višňa
Florián Ashley Višňa (* 16. Januar 2007) ist ein tschechischer Fußballspieler.

## Karriere

### Verein
Višňa begann seine Karriere beim SFC Opava. Zur Saison 2023/24 rückte er in den Profikader des Zweitligisten. Im Juli 2023 debütierte er dann gegen den FK Varnsdorf in der FNL. Dies sollte bis zur Winterpause allerdings sein einziger Zweitligaeinsatz bleiben.
Im Februar 2024 wechselte der Angreifer zum Erstligisten Viktoria Pilsen. Pilsen verlieh Višňa allerdings direkt weiter nach Österreich an den zweitklassigen Partnerklub SV Lafnitz.

### Nationalmannschaft
Višňa spielte im Oktober 2022 erstmals für eine tschechische Jugendnationalauswahl.